# Ezequiel Nasser
Ezequiel Edmond Nasser é um banqueiro brasileiro de ascendência judia sìria, filho de Rahmo Nasser e de Evelyne Safra. Já foi dono do Banco Excel-Econômico. Iniciou sua carreira como funcionário do Banco Safra, onde chegou a ser diretor. É sobrinho do também banqueiro Joseph Safra. 
É casado com Joelle Maslaton Nasser e tem três filhos Raymond, Daniel e Scarlet.
Em 1994, Ezequiel foi alvo do segundo sequestro mais longo ocorrido em São Paulo na época. Foi sequestrado no dia 28 de abril, quando voltava para casa, no Morumbi. Foi libertado após passar 75 dias em poder dos sequestradores.
Como banqueiro, Ezequiel Nasser, foi considerado um dos mais agressivos de sua época, vivia entre São Paulo e Nova York, onde dizia administrar dinheiro pessoal e o de clientes. Sua família é tradicionalmente de banqueiros, os Safra. Nas décadas de 70 e 80, Ezequiel Nasser trabalhou para os tios Edmond Safra, nos Estados Unidos, e Joseph Safra, no Brasil. Em 1990, abriu o próprio banco, o Excel, que durante anos esteve entre os três mais rentáveis do país, também adquirindo o banco Econômico, de Ângelo Calmon de Sá, em 1996, que sofreu liquidação do Banco Central. Também, passou a patrocinar clubes de futebol populares, como o Corinthians, o Vitória e o América.
Em 1997, o anúncio de um prejuízo de R$ 44 milhões gerou desconfiança no mercado de que o Excel enfrentava problemas financeiros para absorver o Econômico. Sendo confirmado que o Excel teria que fazer um aumento de capital, pois R$ 69 milhões do patrimônio líquido haviam pulverizado. Mesmo assim não conseguiu resgatar a imagem do banco que, mergulhado em dificuldades financeiras, acabou sendo vendido pelo valor simbólico de R$ 1 aos espanhóis do Bilbao Vizcaya que já saíram do País.
Sumido desde o fim do Econômico, o ex-banqueiro Nasser reapareceu na disputa com o banco norte-americano Merrill Lynch.
Três anos após a venda, Nasser pediu a anulação da venda de seu ex-banco e uma reparação por danos morais em valor não determinado. Ele argumentava que vendeu o banco por R$ 1 quando, na verdade, deveria ter recebido R$ 459,6 milhões, em valores atualizados. A ação foi distribuída para a 2ª Vara Cível da Justiça Federal, em São Paulo. Ficou dois anos com a instituição financeira e alegou que o Banco Central o coagiu a vender o Excel Econômico por R$ 1. O BBVA argumentou que não havia o que ser devolvido.